# Abdelhak Benchikha
Abdelhak Benchikha (en arabe : عبد الحق بن شيخة), surnommé « Le Général », est un entraîneur algérien de football né le 22 novembre 1963 à Bordj Bou Arreridj.

## Biographie
Après avoir passé une carrière de 15 ans en tant que joueur  professionnel, Abdelhak Benchikha entame sa carrière d'entraîneur avec l'équipe du CR Belouizdad puis du MC Alger. En 2006 il commence sa carrière internationale avec le club tunisien de l'Espérance sportive de Zarzis, durant la saison 2006-2007 il élimine le Club africain par 1 but à 0 dès l'entrée en lice de ce dernier en coupe de Tunisie. Le club de la capitale détenait alors le record du nombre de titres en Coupe de Tunisie. Cet exploit réalisé à Tunis, devant le public du Club africain, aurait pu amener les dirigeants de ce dernier à lui proposer d'entraîner leur club. Le contrat ne dure qu'une seule année mais ses bons résultats persuadent les dirigeants du club de négocier avec lui sa prolongation avant même la fin du championnat.
Durant la saison 2007-2008, il est l'entraîneur de l'équipe tunisienne du Club africain avec lequel il a remporté le championnat le 22 mai 2008. Malgré les offres de la Fédération algérienne de football (FAF) et de clubs des pays du Golfe (offres très lucratives), Benchikha a prolongé d'un an son contrat avec un salaire de 15 000 Euros par mois, et ce pour des raisons de stabilité. Il gagne la coupe d'Afrique du nord des clubs champions le 25 janvier 2009. Dans les statistiques des derby tunisois M. Benchikha est considéré le seul entraîneur étranger à avoir gagné à Tunis contre l'espérance trois fois consécutives. 
Il accepte l'offre de la FAF pour entrainer l'équipe nationale B de l'Algérie. Il s'occupe de l'équipe A' et des U23 de 2009 à 2010. Benchikha est désigné le 13 septembre 2010, par Mohamed Raouraoua, président de la FAF, sélectionneur de l'équipe nationale d'Algérie après avoir assuré l'intérim à partir du 4 septembre, il succède à Rabah Saâdane. 
Le 4 juin 2011, à la suite de la défaite face au Maroc, il quitte ses fonctions de sélectionneur de l'équipe d'Algérie. Son bilan à la tête de l'équipe nationale A d'Algérie est d'une victoire, un nul et deux défaites. À peine trois mois après avoir quitté ses fonctions à la tête des Verts il est désigné entraîneur du MC Alger, avec à la clef un contrat de deux ans, un salaire  mensuel de 1.8 million de dinars (15 000 euros) et l’une des trois premières places comme objectif. Après seulement six matchs passés à la tête du club, Abdelhak Benchikha est remplacé à la tête du MC Alger à la suite de résultats jugés décevants ; en guise de bonne foi il a renoncé à ses deux mois de salaires au club de la capitale algérienne qui s'est retrouvé lourdement endetté et dans l'incapacité de régler le salaire de ses joueurs ce qui serait la raison des mauvais résultats du club algérois, à la fin de l'année sportive l'ensemble des joueurs du MC Alger ont intenté un procès à leur équipe afin de réclamer un an de leur salaire excepté M. Benchikha qui est recruté une seconde fois par le Club africain le 21 décembre 2011 à Tunis où il signe un contrat d'une saison et demie avec le club de la capitale tunisienne. 
Le 22 juillet 2013, Abdelhak Benchikha signe un contrat avec le Difaâ d'El Jadida au Maroc avec un salaire mensuel de 15 000 euros par mois et un demi million de dirhams (50,000 €) comme prime de signature avec l'objectif des cinq premières places, il permit au club jadidi de gagner la coupe du Maroc en 2014. Afin de le retenir pour une saison supplémentaire, le Difaâ d'El Jadida proposa à M. Benchikha un salaire de 28 000 euros par mois et une prime de 1,4 million de dirhams en cas de gain de championnat sans succès.   
Abdelhak Benchikha signa en juin 2014 au club du Raja CA pour un salaire de 30 000 euros par mois et une prime non rendue publique, il succéda ainsi a l'entraineur tunisien Faouzi Benzarti a la tête du club vert de la capitale économique marocaine. Insatisfait de la non reconduite de son contrat, le club d'El Jadida avait bloqué une partie de ses arriérés de salaires et primes de matchs, en 2015 il obtient gain de cause après une plainte déposée auprès de la Fédération royale marocaine de football soit un solde de tout compte de 60 000 euros. À la suite de résultats jugés insuffisants pour les ambitions du Raja, les deux parties ont rompu leur contrat à l'amiable et sont restés en bons termes, le fils de Abdelhak Benchikha serait resté un fervent fan du Raja[réf. nécessaire].    
Le 2 juin 2015 Abdelhak Benchikha signe avec l'Ittihad de Tanger pour une saison avec des revenus non rendus publiques, il ambitionnait d'atteindre 60 points et gagner le championnat marocain, parmi ses meilleures performances il est possible de souligner les classements en tête du championnat marocain Botola Maroc Telecom de l'équipe du détroit ainsi que le gain de son derby face au Wydad de Casablanca, alors premier du championnat, par 3 buts à zéro à domicile puis.
Abdelhak Benchikha avec l'Ittihad de Tanger a réussi à décrocher une place à la Coupe de la CAF en se classant troisième au championnat. 
En cette saison qui est la première pour l'équipe tangéroise en premier division après 10 ans au (GNF2), Benchikha et ses joueurs ont pu vaincre le Raja et le Wydad tous les deux avec le score de 3-0 à domicile au Stade Ibn Batouta à Tanger et ils ont arraché un nul à Casablanca  avec le Wydad à 2-2 et avec le Raja à 2-2.
La saison suivante commence mal pour Benchikha après une élimination en Coupe du trône face au Maghreb de Fès (le futur champion) sachant que l'Ittihad 0 avait éliminé aux premiers tours le rival le Moghreb de Tétouan.
Après des résultats insatisfaisants en championnat et une élimination en Coupe de la confédération, Benchikha est forcer de quitter les bleus de Tanger après quelques semaines de la fin saison en laissant sa place à Baddou Zaki l'ex entraîneur du Chabab Riadhi Belouizdad .
En juin 2017, l'Algérien Abdelhak Benchikha rejoint de nouveau l'équipe du Raja Club Athletic malgré les problèmes financiers du club et les problèmes du président avec les supporters qui veulent son départ de l'équipe.
Benchikha déclare à Raja TV qu'il a une revanche avec lui-même à prendre avec les Aigles verts mais à cause des problèmes sités Benchikha démissionne après une semaine.
Le 30 juin 2024, en remplacement du duo d'entraîneurs Djilali Bahloul-Rabah Bensafi, Benchikha devient l'entraîneur de la JS Kabylie pour deux saisons, plus une en option. Le 3 janvier 2025, en démissionnant de son poste d'entraîneur alors qu'il avait le soutien de sa direction, il abandonne et laisse la JSK sans entraîneur principal, avant la fin de la phase aller du championnat, avant un match de Coupe d'Algérie et en plein milieu de la saison. Le 14 février 2025, Benchikha devient le nouvel entraîneur du club égyptien de première division, le Modern Future FC. Le 2 juin 2025, après avoir sauvé le Modern Future FC de la relégation, il est remercié par les dirigeants du club égyptien. Après la démission de Benchikha à la JSK, le club kabyle signe l'entraîneur allemand Josef Zinnbauer, le 20 janvier 2025. Grâce à Zinnbauer, la JS Kabylie termine deuxième du classement, en championnat d'Algérie 2024-2025, se qualifiant à la Ligue des champions de la CAF 2025-2026.

## Palmarès
- Champion de D2 du Qatar avec Umm Salal SC (2006).
- Champion de Tunisie en 2008 avec le Club africain.
- Vainqueur de la Coupe nord-africaine des clubs champions en 2009 avec le Club africain.
- Vainqueur de la Coupe du Trône en 2013 avec le DH El Jadida.
- Vainqueur de la Supercoupe de la CAF en 2022 avec la RS Berkane.
- Vainqueur de la Coupe de la confédération en 2023 avec l'USM Alger.
- Vainqueur de la Supercoupe de la CAF en 2023 avec l'USM Alger.
- Vainqueur de la Coupe de Tanzanie en 2024 avec le Simba SC

### Distinctions personnelles
- Meilleur entraîneur en Tunisie saison 2007/2008
- Meilleur entraîneur du monde arabe en 2013
- 2e personnalité sportive au Maroc en 2013
- Nomine avec les trois meilleurs entraîneur en Afrique 2023